# 硝苯洛尔
硝苯洛尔是一种含氮有机化合物，化学式C
11H
16N
2O
3，能作为β受体阻滞剂。